# Gosnells
Gosnells är en del av en befolkad plats i Australien. Den ligger i kommunen Gosnells och delstaten Western Australia, omkring 20 kilometer sydost om delstatshuvudstaden Perth.
Runt Gosnells är det ganska tätbefolkat, med 100 invånare per kvadratkilometer.. Närmaste större samhälle är Perth, omkring 20 kilometer nordväst om Gosnells. 
Runt Gosnells är det i huvudsak tätbebyggt. Genomsnittlig årsnederbörd är 951 millimeter. Den regnigaste månaden är september, med i genomsnitt 168 mm nederbörd, och den torraste är februari, med 12 mm nederbörd.